# Dimitar Pešev
Dimitar Pešev, bulharsky Димитър Пешев (25. června 1894 Kjustendil – 20. února 1973 Sofie) byl bulharský politik – místopředseda Národního shromáždění Bulharska a ministr spravedlnosti (1935–1936), který zabránil deportaci 40 000 bulharských Židů. Byl oceněn jako Spravedlivý mezi národy.

## Život
Narodil se v bulharském městě Kjustendil, studoval jazyky v Soluni a poté práva v Sofii. Studia přerušil pro vojenskou službu a ukončil až po I. světové válce, kdy se stal soudcem v Plovdivu a Sofii a poté advokátem. V roce 1938 byl zvolen a 1940 znovu zvolen místopředsedou bulharského Národního shromáždění.
Po válce byl jako člen bulharského parlamentu souzen pro kolaboraci s nacisty. Existoval i pokus obvinit ho z antisemitismu a antikomunismu; dokonce byl obviněn z toho, že bral od Židů úplatky za zastavení jejich deportace. Svědectví židovských přátel ho zachránilo od trestu smrti. Byl odsouzen na 15 let vězení, ale propuštěn po jednom roce. Zemřel v Sofii.

## Bulharsko za druhé světové války
Na začátku druhé světové války vyhlásilo Bulharsko neutralitu, v roce 1940 ale car Boris III. souhlasil se spojenectvím s Adolfem Hitlerem a s jeho antisemitskou politikou. V lednu 1941 přijalo bulharské Národní shromáždění Zákon o ochraně národa, kterému byly vzorem Norimberské zákony. V roce 1941 vstoupilo Bulharsko do válečného konfliktu na straně nacistického Německa. Válku Sovětskému svazu ale nevyhlásilo. V září 1944 vyhlásil SSSR válku Bulharsku a Rudá armáda vstoupila bez odporu a za nadšeného vítání lidu na jeho území. Bylo uzavřeno příměří se SSSR, Velkou Británií a USA. Konce světové války už se Bulharsko účastnilo na straně spojenců.

## Záchrana bulharských Židů
Zpočátku Dimitar Pešev, jako místopředseda Národního shromáždění, nic nenamítal proti bulharskému spojenectví s nacistickým Německem. Stejně tak nebyl proti vytvoření anti-židovského Zákona o ochraně národa (Закон за защита на нацията) a hlasoval pro jeho přijetí. Podle tohoto zákona byli Židé nepřátelé Bulharska a Židem byl ten, kdo měl alespoň jednoho židovského rodiče. Zákon uvaloval řadu omezení a povinností, jako například zákaz většiny povolání pro Židy. Většina Bulharů, včetně mnoha poslanců, církve a zástupců inteligence s tímto zákonem nesouhlasila.
Bulharská vláda podepsala dohodu, že 10. března 1943 bude ze stanice Kjustendil deportováno 48 000 bulharských Židů do táborů smrti v Němci okupovaném Polsku. Totéž se mělo týkat Židů z Bulharskem okupovaných oblastí Thrákie a Makedonie. Když na začátku března 1943 obdrželi Židé z Kjustendilu příkaz opustit své domovy, vyslali delegaci, která byla 8. března 1943 přijata Dimitarem Peševem; ten byl známý svými dobrými vztahy s bulharskou komunitou. Pešev informacím uvěřil až poté, co si je ověřil telefonickými hovory s více vládními úředníky. Ráno 9. března se rozhodl deportace zastavit.
Pešev se několikrát marně pokusil setkat s ministerským předsedou Bogdanem Filovem. Poté, spolu se svým přítelem Petarem Mihalevem, navštívil ministra vnitra Petura Grabovski-ho a naléhal na zrušení deportací. Ministr nakonec vydal telefonický pokyn guvernérovi Kjustendilu a 9. března v 5.30 ráno byl příkaz k deportacím zrušen. Nedorazil však do všech měst a tak 10. března začala bulharská policie shromažďovat Židy v Thrácii a Makedonii. Téměř všichni Židé z těchto oblastí byli převezeni do Treblinky a Auschwitzu.
Když se Pešev dozvěděl o deportaci Židů z Thrácie a Makedonie, snažil se, aby se neuskutečnila alespoň deportace Židů z předválečných oblastí Bulharska. Pro svůj dopis ministerskému předsedovi, kterým chtěl zabránit vzniku budoucích protižidovských zákonů, si zajistil podpisy provládní většiny 43 poslanců (z nich třicet odmítlo svůj podpis odvolat i po nátlaku předsedy vlády). V důsledku toho byl Pešev odvolán ze své funkce místopředsedy parlamentu. Proti deportaci se postavila i bulharská pravoslavná církev.
Mezi oběťmi holokaustu není ze 48 000 bulharských Židů evidován ani jediný. Zachránění bulharští Židé byli umístěni v pracovních táborech na území Bulharska, kde především stavěli silnice.

## Ohlas v Česku
V prosinci 2015 až lednu 2016 proběhla v budově Národní knihovny v Praze putovní výstava Síla občanské společnosti: osud Židů v Bulharsku v době holocaustu, která se příběhu záchrany bulharských Židů a osobnosti Dimitara Peševa věnovala.

## Ocenění v zahraničí

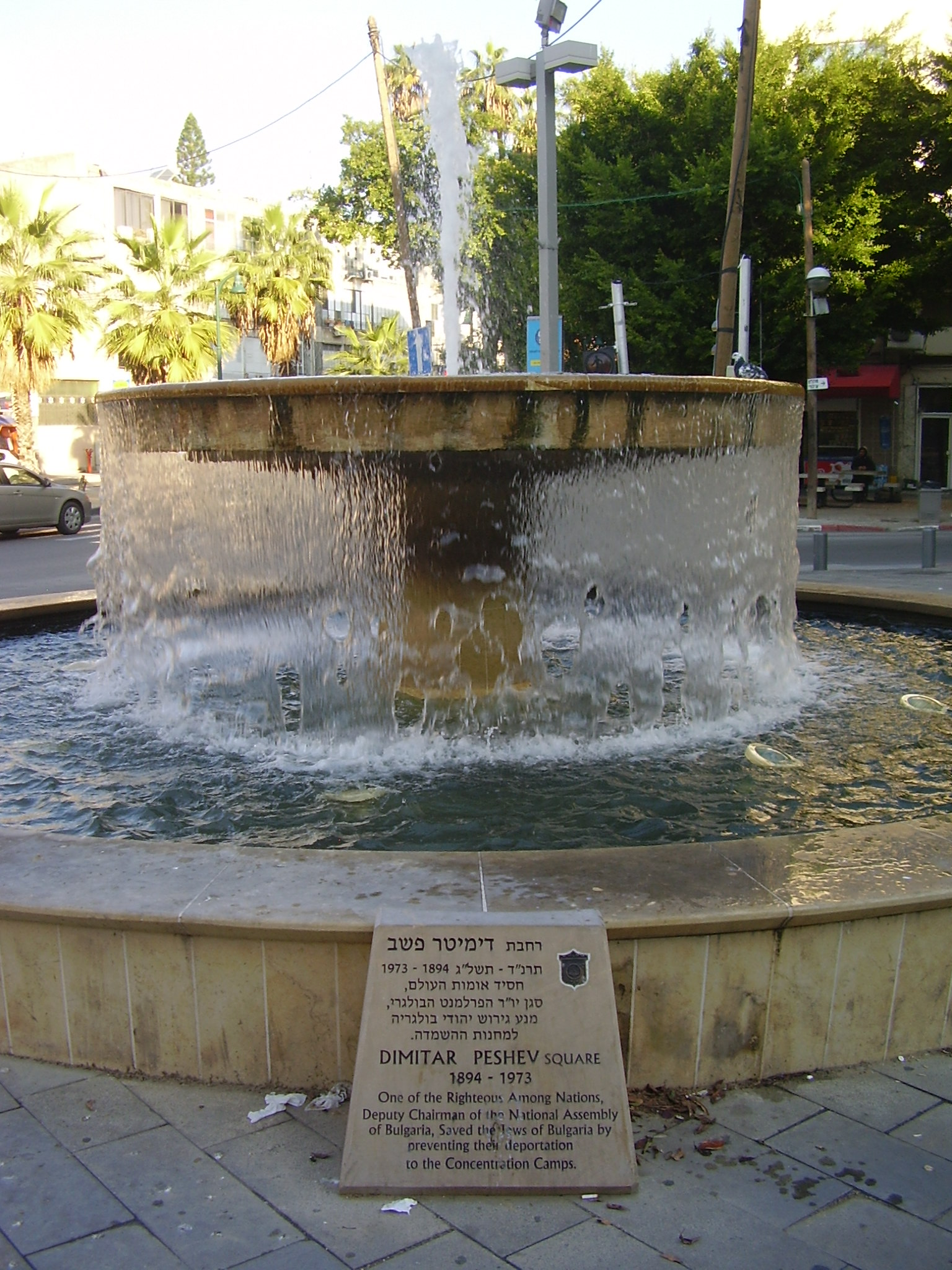
Fontána na náměstí Dimitara Peševa v Jaffě

- Ulice Dimitar Peshev je v Sofii a Kjustendilu (Bulharsko)
- Dimitar Peshev Plaza je ve Washingtonu, D. C. (USA)
- Muzeum Dimitara Peševa je v Kjustendilu [3]
- Busta Dimitara Peševa je umístěna v Paláci Evropy ve Štrasburku
- Peshev Ridge (Peševův hřbet) je v Antarktidě[4]
- Náměstí a památník Dimitara Peševa je v Jaffě
- V lednu 1973 ocenil Jad vašem, Israelské muzeum holokaustu, Dimitara Peševa titulem Spravedlivý mezi národy.[5]